# یوروفیس
یوروفیس (انگلیسی: Eurofins) شرکت تجهیزات پزشکی لوکزامبورگی است، که در سال ۱۹۸۷ تأسیس شد.